# Eifelturm (Köln)
Der Eifelturm (auch Eifelturm Theater) war eine Kölner Kleinkunstbühne. Sie wurde 1986 gegründet und bestand bis 2007. Dort fanden Kabarett, Comedy und Kleinkunstdarbietungen statt. Das Theater wurde als gemeinnütziger Verein betrieben und galt als eine der erfolgreichsten Kabarettbühnen Kölns.
Unter anderem traten Moritz Netenjakob, der Grimmepreisträger von 2006, und Mathias Tretter, dem ein Preis beim Berliner Kleinkunst-Festival des Kabaretts Die Wühlmäuse verliehen wurde, im Eifelturm auf. Mit einem Soloprogramm war 2007 der Schauspieler Matthias Rödder vertreten. Außerdem zeigte Robert Griess sein Programm Geht’s noch?. Gerd Buurmanns Aktion Kunst gegen Bares hatte am 1. Januar 2007 im Eifelturm ihre Premiere. Im Rahmen des 17. Köln Comedy Festivals trat 2007 Michael Ehnert im Eifelturm auf.
WDR 5 zeichnete ab November 2005 mehrere Hörfunksendungen, darunter mit Peter Zudeick und Wilfried Schmickler, im Eifelturm auf. Im November 2007 folgten Aufzeichnungen von Sendungen mit Jürgen von der Lippe, Ralph Morgenstern, Bernd Stelter und anderen.